# Bugula fastigiata
Bugula fastigiata är en mossdjursart som beskrevs av Arnold Girard Kluge 1929. Bugula fastigiata ingår i släktet Bugula och familjen Bugulidae. Inga underarter finns listade i Catalogue of Life.